# Рулёв, Василий Александрович
Васи́лий Алекса́ндрович Рулёв (1810—1881) — генерал-майор, академик архитектуры Императорской Академии художеств, главный архитектор Севастополя.

## Биография
Из дворян. Уже в 16-летнем возрасте имел унтер-офицерский чин 6-й морской артиллерийской бригады. Учился в Императорской Академии художеств (1826—1832), как пенсионер Черноморского флота. Получил медали Академии художеств: малая серебряная (1828) и малая золотая медаль (1830) за «проект храма с инвалидными домами и торжественным памятником». Получил от Академии художеств звание классного художника с правом на чин XIV класса (1832).
После окончания Академии художеств работал архитектором в Николаеве, Новороссийске, и Севастополе (с начала 1840-х). Главный архитектор Севастополя (с 1852).
Получил звание академика (1857).
Архитектор морского ведомства в Николаеве (1872—1881) в чине инженер-полковника, а позднее в чине генерал-майора. В этот период была произведена перестройка Дома флагманов и капитанов (Морское собрание) и Конторы над Николаевским портом.
Известные проекты:
- Петропавловский собор[3] (1840—1844)
- здание Училища для дочерей нижних чинов Черноморского флота в Николаеве (1844).
- Церковь Воздвижения Честного Креста Господня в Балаклавском Свято-Георгиевском монастыре[4] (1846—1850)
- здание Училища для дочерей нижних чинов Черноморского флота в Николаеве (1848).
- Владимирский собор[5] по проекту архитектора К. А. Тона (1848—1855)
- Военно-морской госпиталь Черноморского флота в Николаеве (с 1864—1886)[6]
- Ай-Тодорский маяк[7] (1876)